# Campeonato Mundial de Atletismo Sub-20 de 2021 - Marcha atlética 10000 m feminina
A prova da marcha atlética 10 km feminina do Campeonato Mundial de Atletismo Sub-20 de 2021 ocorreu no dia 21 de agosto de 2021 no Centro Esportivo Internacional Moi, em Nairóbi, no Quênia. 

## Recordes
Antes desta competição, os recordes mundiais e do campeonato nesta prova eram os seguintes:
|       | Nome                  | Nacionalidade | Tempo    | Local     | Data                |
| ----- | --------------------- | ------------- | -------- | --------- | ------------------- |
| WU20R | Anežka Drahotová      | Chéquia       | 42:47.25 | Eugene    | 23 de julho de 2014 |
| CR    | Anežka Drahotová      | Chéquia       | 42:47.25 | Eugene    | 23 de julho de 2014 |
| WU20L | Sofia Ramos Rodríguez | México        | 44:56.19 | Querétaro | 13 de junho de 2021 |

## Medalhistas
| Ouro                        | Prata                     | Bronze                  |
| Sofia Ramos Rodríguez (MEX) | Maële Biré-Heslouis (FRA) | Eliška Martínková (CZE) |

## Cronograma
Todos os horários são locais (UTC+3).  
| Data         | Hora  | Evento |
| ------------ | ----- | ------ |
| 21 de agosto | 10:20 | Final  |

## Resultado final
A prova final foi realizada no dia 21 de agosto às 10:25. 
| Posição           | Nacionalidade            | Atleta                      | Tempo    | Notas                |
| ----------------- | ------------------------ | --------------------------- | -------- | -------------------- |
| Medalha de ouro   | Sofia Ramos Rodríguez    | México                      | 46:23.01 |                      |
| Medalha de prata  | Maële Biré-Heslouis      | França                      | 47:43.87 |                      |
| Medalha de bronze | Eliška Martínková        | Chéquia                     | 47:46.28 |                      |
| 4                 | Valeriya Sholomitska     | Ucrânia                     | 48:13.05 |                      |
| 5                 | Martina Casiraghi        | Itália                      | 48:18.21 |                      |
| 6                 | Yelena Sborets           | Atletas Neutros Autorizados | 48:21.52 | Recorde pessoal      |
| 7                 | Baljeet Kaur             | Índia                       | 48:58.17 | Recorde pessoal      |
| 8                 | Margret Gati             | Quênia                      | 49:15.12 | NU20R                |
| 9                 | Anastasia Antonopoulou   | Grécia                      | 49:31.80 | Recorde pessoal      |
| 10                | Inês Mendes              | Portugal                    | 50:01.86 |                      |
| 11                | Maria Lătărețu           | Roménia                     | 50:01.93 |                      |
| 12                | Tiziana Spiller          | Hungria                     | 50:05.10 |                      |
| 13                | Jekaterina Mirotvortseva | Estónia                     | 50:39.41 | Recorde da temporada |
| 14                | Glendy Teletor           | Guatemala                   | 50:45.70 |                      |
| 15                | Terézia Kurucová         | Eslováquia                  | 51:33.80 |                      |
| 16                | Petra Zahorán            | Hungria                     | 51:44.43 | Recorde pessoal      |
| 17                | Marissa Swanepoel        | África do Sul               | 51:59.20 |                      |
| 18                | Alžbeta Ragasová         | Eslováquia                  | 52:34.58 |                      |
| 19                | Oumayma Hsouna           | Tunísia                     | 52:52.17 |                      |
| 20                | Yuliya Lutska            | Ucrânia                     | 52:52.33 |                      |
| 21                | Stephanie Chávez         | Bolívia                     | 53:24.09 |                      |
| 22                | Mariana Muñoz            | Costa Rica                  | 53:24.67 |                      |
| 23                | Janise Nell              | África do Sul               | 54:30.80 |                      |
| 24                | Gabriela de Sousa        | Brasil                      | DNF      |                      |
| 24                | Freysi Donaires          | Peru                        | DNF      |                      |
| 24                | Sharon Herrera           | Costa Rica                  | DNF      |                      |
| 24                | Inés Huallpa             | Bolívia                     | DNF      |                      |
| 24                | Adriana Ornelas          | Portugal                    | DNF      |                      |
| 24                | Wubalem Shigute          | Etiópia                     | DNF      |                      |
| 24                | Melissa Touloum          | Argélia                     | DNF      |                      |
| 24                | Paula Valdez             | Equador                     | DNF      |                      |
| 24                | Metasebiya Worku         | Etiópia                     | DNF      |                      |
| 24                | Elvina Carré             | França                      | DSQ      | TR54.7.5             |
| 24                | Anastasiya Kolchina      | Atletas Neutros Autorizados | DSQ      | TR54.7.5             |

Legenda
| Recorde mundial       | Recorde mundial (World record)               |                       | Recorde africano                      | Recorde africano (African) |                                           | Q | Classificado por posição (Qualified) |
| Recorde do campeonato | Recorde do campeonato (Championship record)  | Recorde da América    | Recorde da América (Americas)         | q                          | Classificado por melhor tempo (Qualified) |   |                                      |
| Melhor marca do ano   | Melhor marca do ano (World leading)          | Recorde asiático      | Recorde asiático (Asian)              | DNS                        | Não largou (Did not start)                |   |                                      |
| Recorde nacional      | Recorde nacional (National record)           | Recorde europeu       | Recorde europeu (European)            | DNF                        | Não terminou (Did not finish)             |   |                                      |
| Recorde pessoal       | Recorde pessoal do atleta (Personal best)    | Recorde da Oceania    | Recorde da Oceania (Oceania)          | DSQ / DQ                   | Desclassificado (Disqualified)            |   |                                      |
| Recorde da temporada  | Recorde da temporada do atleta (Season best) | Recorde sul-americano | Recorde sul-americano (South America) | NM                         | Sem marca (No mark)                       |   |                                      |